# Schitt's Creek
Schitt's Creek es una serie de televisión canadiense de comedia, que se estrenó el 13 de enero de 2015 y terminó el 7 de abril de 2020, transmitida por la cadena CBC. La serie es producida por Not a Real Company Productions.
La serie ha ganado varios galardones, entre ellos un Premio ACTRA y 11 Premios Canadian Screen. Es la primera serie de comedia canadiense nominada para un Premios de la Crítica Televisiva por la Mejor Serie de Comedia.

## Argumento
La acaudalada familia Rose —el magnate de la tienda de videos Johnny (Eugene Levy), su esposa y exactriz de telenovela Moira (Catherine O'Hara) y sus hijos adultos David y Alexis (Daniel Levy y Annie Murphy)— pierden su fortuna después de ser defraudados por su gerente de negocios. Se ven obligados a reconstruir sus vidas con su único activo restante: Schitt's Creek, que es un pequeño pueblo remoto, ubicado en algún lugar de Canadá y que Johnny había comprado, en broma, para David como regalo de cumpleaños en 1991.
Los Rose se mudan a Schitt's Creek, a dos habitaciones contiguas de un motel en decadencia. A medida que la familia se adapta a su nueva vida, sus actitudes acomodadas entran en conflicto con los poco sofisticados residentes de Schitt's Creek (pero a veces con los pies en la tierra), incluidos el alcalde Roland Schitt (Chris Elliott), su esposa Jocelyn (Jennifer Robertson) y la gerente del motel, Stevie (Emily Hampshire).

## Reparto

### Principal
- Eugene Levy como Johnny Rose.
- Catherine O'Hara como Moira Rose.
- Daniel Levy como David Rose.
- Annie Murphy como Alexis Claire Rose.
- Emily Hampshire como Stevie Budd.
- Jennifer Robertson como Jocelyn Schitt.
- Chris Elliott como Roland Schitt.
- Tim Rozon como Mutt Schitt (temporadas 1-2; invitado, temporadas 3-4).
- Dustin Milligan como Ted Mullens.
- Noah Reid como Patrick Brewer (temporadas 4-6; recurrente, temporada 3).

### Recurrente
- Sarah Levy como Twyla Sands.
- John Hemphill como Bob Currie.
- Karen Robinson como Ronnie Lee.
- Rizwan Manji como Ray Butani.
- Marilyn Bellfontaine como Gwen Currie.
- Robin Duke como Wendy Kurtz (temporada 2; invitada, temporada 5).
- Lili Connor como Grace (temporadas 2-6).
- Steve Lund como Jake (temporada 2-4; invitado, temporada 6).
- Enis Esmer como Emir Kaplan (temporada 5).
- Shakura S'Aida as Lena (temporadas 2-3).

### Invitados especiales
- Jasmin Geljo como Ivan (temporadas 2-3).
- Sherry Miller y John Bourgios como Bev y Don Taylor (temporadas 2, 4).
- François Arnaud como Sebastien Raine (temporada 3).
- Meaghan Rath como Klair (temporada 4).
- Paul Shaffer como él mismo (temporada 4).
- Deborah Tennant como Marcy Brewer (temporadas 5-6).
- Ted Whittall como Clint Brewer (temporadas 5-6).
- Victor Garber como Clifton Sparks (temporada 6).
- Saul Rubinek como Tippy Bernstein (temporada 6).
- Henry Czerny como Artie (temporada 6).

## Episodios
| Temporada | Temporada | Episodios | Episodios               | Emisión original        | Emisión original    |
| Temporada | Temporada | Episodios | Episodios               | Primera emisión         | Última emisión      |
| --------- | --------- | --------- | ----------------------- | ----------------------- | ------------------- |
|           | 1         | 13        | 13                      | 13 de enero de 2015     | 31 de marzo de 2015 |
|           | 2         | 13        | 13                      | 10 de enero de 2016     | 29 de marzo de 2016 |
|           | 3         | 13        | 13                      | 10 de enero de 2017     | 4 de abril de 2017  |
|           | 4         | 13        | 12                      | 9 de enero de 2018      | 10 de abril de 2018 |
| 1         | 4         | 13        | 19 de diciembre de 2018 | 19 de diciembre de 2018 |                     |
|           | 5         | 14        | 14                      | 8 de enero de 2019      | 9 de abril de 2019  |
|           | 6         | 14        | 14                      | 7 de enero de 2020      | 7 de abril de 2020  |
|           | Especial  | Especial  | Especial                | 7 de abril de 2020      | 7 de abril de 2020  |

## Recepción
La primera temporada de Schitt's Creek recibió críticas generalmente positivas. Tiene un índice de aprobación del 68% en Rotten Tomatoes basado en 26 calificaciones con un promedio de 6.38/10. El consenso crítico del sitio web dice: "El título es uno de los mejores chistes de Schitt's Creek, pero las actuaciones de Eugene Levy y Catherine O'Hara le dan un impulso cómico a la escritura". En Metacritic, la primera temporada tiene una puntuación de 64 sobre 100, basada en 11 críticas, lo que indica "críticas generalmente favorables". Vinay Menon del Toronto Star escribió que el programa "es una de las mejores comedias de la CBC en años". Los Angeles Times describió el espectáculo como "muy divertido, bellamente interpretado, [y] a veces conmovedor". No obstante, Mike Hale de The New York Times llamó a la serie "monótono y suscrito".
Las temporadas posteriores de Schitt's Creek fueron recibidas de manera más positiva, y el programa creció en popularidad después de debutar en Netflix en enero de 2017. En Rotten Tomatoes, las temporadas segunda, cuarta, quinta y sexta tienen índices de aprobación del 100 %, con el consenso de la temporada 4. leyendo: "El valor inmobiliario cómico aumenta para Schitt's Creek en su cuarto año, la serie madura gradualmente hasta convertirse en una cita para ver con un gran corazón palpitante debajo de su absurdo". El consenso de la temporada final dice: "Ingenioso, cálido y con la combinación perfecta de sabiduría y ocurrencias, Schitt's Creek 'La última temporada es la despedida perfecta para las Rosas y el pueblo que cambió sus vidas".
En Metacritic, la última temporada tiene una puntuación de 94 sobre 100, basada en 4 críticos, lo que indica "aclamación universal". Bridget Read de Vogue escribió que si bien la serie "comenzó con escenarios típicos de peces fuera del agua", "se ha vuelto completamente propio, con un elenco completo de Twin Peaks -conoce- Christopher-Guest -universo personajes que son como igualmente entrañable". En New York Magazine, Maggie Fremont escribió que "el programa tarda algunos episodios en entrar en su ritmo, pero una vez que lo hace, nunca querrás irte".
La serie se ha colocado en las mejores listas anuales publicadas por The A.V. Club, Esquire, Glamour, The Guardian, The New Yorker, y Variety. En 2019, la serie fue nombrada "El mejor programa de televisión ahora mismo" por TV Guide.
La serie también ha sido elogiada por su interpretación de un personaje pansexual, interpretado por Daniel Levy, así como por cómo los otros personajes que simplemente aceptan la sexualidad de David y la posterior relación con Patrick sin caer en estereotipos homofóbicos en las historias.

## Posible película
Tras el final de la serie, se le preguntó a Daniel Levy sobre la posibilidad de un largometraje. Si bien no estaba comprometido con una idea en ese momento, ha expresado interés en caso de que tal idea se materialice.

Para ser honesto, esta es la mejor manera en que podríamos haber terminado el programa. Si hay una idea que me viene a la cabeza, tiene que ser realmente buena porque es una buena manera de decir adiós. Crucemos los dedos para que tengamos una buena idea que se nos viene a la cabeza pronto. Me encantaría volver a trabajar con esta gente.